# Callotroxis edwardsi
Callotroxis edwardsi är en tvåvingeart som beskrevs av Aldrich 1929. Callotroxis edwardsi ingår i släktet Callotroxis och familjen parasitflugor. Inga underarter finns listade.